# Limnonectes diuatus
Limnonectes diuatus är en groddjursart som först beskrevs av Brown och Angel C. Alcala 1977.  Limnonectes diuatus ingår i släktet Limnonectes och familjen Dicroglossidae. IUCN kategoriserar arten globalt som sårbar. Inga underarter finns listade i Catalogue of Life.